# Хутор (Новосильский район)
Ху́тор — деревня в Новосильском районе Орловской области России. Входит в состав Петушенского сельского поселения.

## География
Деревня находится в северо-восточной части Орловской области, в лесостепной зоне, в пределах центральной части Среднерусской возвышенности, на правом берегу реки Дични, к западу от автодороги 54К-246, на расстоянии примерно 5 км (по прямой) к юго-востоку от города Новосиля, административного центра района. Абсолютная высота — 214 м над уровнем моря.

### Климат
Климат умеренно континентальный, с умеренно холодной продолжительной зимой и тёплым летом. Среднегодовая температура воздуха — 4,6 °C. Средняя температура воздуха самого холодного месяца (января) — −9 °C (абсолютный минимум — −44 °C); самого тёплого месяца (июля) — 18 °C (абсолютный максимум — 39 °С). Продолжительность периода с положительной температурой выше 10 °C колеблется от 130 до 140 дней. Среднегодовое количество атмосферных осадков составляет 565 мм, из которых большая часть выпадает в тёплый период. Снежный покров держится в течение 118—133 дней.

### Часовой пояс
Деревня Хутор, как и вся Орловская область, находится в часовой зоне МСК (московское время). Смещение применяемого времени относительно UTC составляет +3:00.

## Население
| 1857 | 1859 | 1915 | 2010 |
| ---- | ---- | ---- | ---- |
| 563  | ↘534 | ↗924 | ↘14  |

### Половой состав
По данным Всероссийской переписи населения 2010 года, в гендерной структуре населения мужчины составляли 57,1 %, женщины — соответственно 42,9 %.

### Национальный состав
Согласно результатам переписи 2002 года, в национальной структуре населения русские составляли 96 % из 46 чел.